# Alioune Ndour
Alioune Ndour (21 oktober 1997) is een Senegalese voetballer die speelt voor de club Zulte Waregem speelt.
Op 4 maart 2019 tekende hij een contract bij Sogndal tot 2021. Na drie seizoenen bij Sogndal verhuisde hij in aanloop naar het seizoen van 2021 naar FK Haugesund.
In augustus 2021 werd Ndour opgepikt door Zulte Waregem van het Noorse Haugesund. De transfer kostte de Oost-West-Vlaamse fusieclub bijna anderhalf miljoen euro. Ndour scoorde 16 keer in 44 wedstrijden voor zijn Noorse club. Tijdens zijn eerste maanden in de Elindus Arena had Ndour moeite om zijn waarde te bewijzen, maar hij bleef hard werken en kreeg het vertrouwen van de coach. Ndour speelde zowel als centrale aanvaller als offensieve wingback en slaagde erin om een belangrijke rol te spelen in het team. 